# Szent György-rendház (Prága)
A prágai várban, a Szent György téren álló (Szent György tér 33.) és az ugyancsak szent Györgyről elnevezett bazilikával egybeépült Szent György-rendház volt Prága és egyben Csehország első apácakolostora. Jelenleg a Prágai Nemzeti Galéria három, tematikusan összefüggő állandó kiállítása tekinthető meg benne.

## Története
A későbbi fejedelem II. Boleszláv még csak 12 éves volt, amikor megkérte húgát, Mladát, hogy utazzon Rómába, és kérjen engedélyt a pápától önálló csehországi egyházmegye (püspökség) alapítására. Harmincöt évesen ő lett a fejedelem, és hozzálátott az út előkészítéséhez; a feltűnően szép lányt tapasztalt diplomaták gondjaira bízta. A küldetés sikerrel járt: a pápa engedélyezte a püspökség és egy apácakolostor megalapítását. Az események rekonstruálása ellentmondásos: a kolostort 973-ban alapították, viszont egyes álláspontok szerint Mlada 974-ben utazott el és 976-ban tért haza. Az első apátnő maga Mlada lett.
Csehország első bencés apácakolostora a Přemysl-ház uralma alatt mindvégig kivételezett jogi helyzetet élvezett. Az apácák a legelőkelőbb nemes családok lányai voltak, az apátnő mindig a királyi család tagja. Csehország királynőjét a prágai püspök (később érsek) és az apátnő közösen koronázta.
Az 1142-es tűzvészben porig égett, de újjáépítették. A huszita háborúk alatt (1419-ben?) az apácák elmenekültek, és csak 1432-ben tértek vissza; közben az épület üresen állt. Az 1541-es nagy tűzvészben ismét súlyosan megrongálódott, de ezúttal is helyreállították. Ekkor a főépületet fegyvertárrá alakították, és az apácáknak az újonnan épült keleti szárnyba kellett költözniük.
A 17. század első felében az épület homlokzatát — akárcsak a szomszédos bazilikáét — barokk stílusúra építették át, egyes források szerint Francesco Caratti, mások szerint Carlo Lurago tervei alapján.
1782-ben, amikor II. József a legtöbb szerzetesrendet feloszlatta, ezt a kolostort is bezárták. A prágai polgárok sokáig tiltakoztak a döntés ellen, de hiába. Az épületnek a térre néző részén paplakokat rendeztek be, a hátsó rész kaszárnya lett. 1826-ban egyházi ispotállyá alakították.

## Az épület
Az épületegyüttes két belső udvar köré épült. Az eredeti (1142 utáni), román stílusú épületből csak a Szent Anna-kápolna maradt meg; ebben helyezték nyugalomra a kolostor apátnőit.

## Kiállításai
A három állandó kiállítás:
- Cseh művészet II. Rudolf udvarától a barokk kor végéig — cseh barokk festők és műhelyeik;
- II. Rudolf korának művészete: Hans von Aachen, Bartholomeus Spranger, Abraham de Vries.
- A barokk művészet: Karel Skréta, Ferdinand Maximilien Brokof, Matthias Bernhard Braun, Petr Brandl, Ján Kupecký, Václav Vavřinec Reiner, Anton Kern, Norbert Joseph Carl Grund.

E három közül az első kiállítást a 2010-es években Jan Jakub Hartmann két értékes tájképével, a Föld, illetve a Víz allegóriájával bővítették.